# Robert Eberle

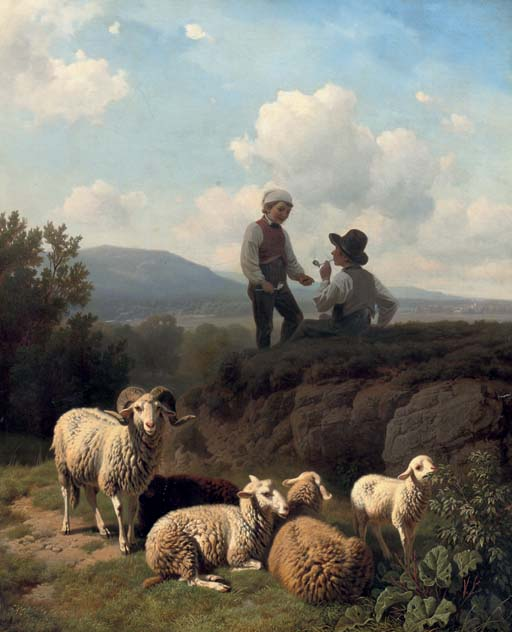
Jeden z obrazów Roberta Eberle

Robert Eberle (ur. 22 lipca 1815 w Meersburgu nad Jeziorem Bodeńskim, zm. 19 września 1860 w Eberfing koło Monachium) – niemiecki malarz. Jego twórczość opierała się na studiach dzieł Ruisdaela i Dujardin'a. Malował zwierzęta, głównie owce, psy i kury.